# Argidae
Famille
Les Argidae forment une famille d'insectes hyménoptères symphytes qui sont proches des guêpes. Avec plus de 900 espèces et 59 genres, cette famille est la seconde plus diversifiée des symphytes (après les Tenthredinidae). Les larves sont phytophages et se nourrissent principalement de feuilles. 

## Morphologie
Cette famille se caractérise notamment par des antennes constituées de trois articles, dont le dernier est nettement plus long que les autres. 

## Répartition dans le monde
Bien que cosmopolite, aucune espèce n'a été trouvée en Antarctique, à Madagascar, au Groenland et en Nouvelle-Zélande. Une part importante se retrouve dans l'hémisphère sud, contrairement aux autres mouches à scies. 

## Classification
La classification a été jusqu'à récemment peu comprise et aucune classification phylogénétique n'a été proposée. On considère qu'il existe deux sous-familles aux Argidae, formant un clade monophylétique : les Arginae et les Sterictiphorinae.
Au sein des Arginae, on retrouve notamment les Antargidium, Scobina, Athermantini, Arge et Spinarge. Chez les Sterictiphorinae, on retrouve les Atomacera, les Trichorhachini, les Sterictiphora et les Inga. 

## Liste des genres
Selon NCBI (7 août 2016) :
- Antargidium
- Aproceros
- Aprosthema
- Arge
- Atomacera
- Cibdela
- Kokujewia
- Schizocerella
- Scobina
- Sericoceros
- Sterictiphora
- Sphacophilus
- Zenarge